# 神奈川県立あおば支援学校
神奈川県立あおば支援学校（かながわけんりつあおばしえんがっこう）は、神奈川県横浜市青葉区上谷本町に位置する県立特別支援学校である。

## 概要
旧中里学園跡地に2020年4月に開校した。肢体不自由教育と知的障害教育の2部門があり、小学部、中学部、高等部の生徒が通う特別支援学校。「思いを紡ぐ 優しいあおば」を基本理念として掲げている。

## 沿革
- 2020年4月6日 - 開校。85名でスタート (想定規模は全学で200名)[1]。

## 近在の施設
- 横浜市立みたけ台中学校